# Xestia cfuscum
Xestia cfuscum är en fjärilsart som beskrevs av Charles Boursin 1963. Xestia cfuscum ingår i släktet Xestia och familjen nattflyn. Inga underarter finns listade i Catalogue of Life.